# ترانه‌شناسی حسن زیرک
از استاد حسن زیرک بیش از ۱۰۰۰ ترانه و آواز به ثبت رسیده‌است، که چندین ترانه نیز به زبان فارسی، یونانی، ارمنی اجرا کرده‌است. همچنین تعداد ۷ قطعه فیلم که در صدا و سیمای مرکز ارومیه ضبط شده‌است به یادگار مانده که از این تعداد ۴ عدد آن منتشر شده‌است. این فیلم‌ها در آرشیو سازمان صدا و سیمای جمهوری اسلامی ایران موجود است.
ترانه‌های اجرا شده حسن زیرک در رادیو بغداد ۷۵ ترانه، رادیو تهران ۱۴۰ ترانه، رادیو کرمانشاه ۲۹۰ ترانه، رادیو آذربایجان (تبریز) ۳۴ ترانه، رادیو کرکوک
۳۰ ترانه، ترانه و آوازهای مجلسی ضبط به صورت شخصی ۴۳۱ که تعداد کل آن‌ها به بیش از ۱۰۰۰ ترانه و آواز است، به ثبت رسیده‌است.